# Il sole di domenica
Il sole di domenica è un brano musicale della cantautrice Dolcenera, pubblicato come primo singolo della cantante per l'etichetta discografica EMI Music Italy.
Il brano anticipa il quinto album di inediti di Dolcenera, intitolato Evoluzione della specie e pubblicato il 17 maggio 2011.
Il singolo ha esordito nelle radio italiane l'8 aprile 2011 e a partire dallo stesso giorno è stato messo in vendita su iTunes, mentre l'acquisto su tutte le restanti piattaforme digitali è stato reso possibile a partire dal 15 aprile 2011. Nella settimana del 6 maggio, la canzone ha raggiunto il terzo posto nella classifica Music Control di Rockol, che monitorava i passaggi radiofonici in Italia.
Dal 5 luglio 2011 è in vendita l'EP digitale, Il sole di domenica (Dolcenera vs. Restylers) contenente il brano in diverse versioni remix, tra le quali anche quella realizzata da un fan selezionato per mezzo di un contest ideato dal sito Restylers e dalla radio m2o.

## Il brano
La canzone, che è caratterizzata da un sound pop-rock con elementi di musica elettronica, è stata scritta da Dolcenera in collaborazione con Finaz della Bandabardò, che nel brano suona anche la chitarra elettrica. Gli arrangiamenti sono invece interamente a cura di Dolcenera.
La cantante ha spiegato il significato del brano il 16 maggio 2011, in occasione della presentazione dell'album Evoluzione della specie, affermando che:
Nella stessa occasione, Dolcenera ha affermato di aver volutamente scelto di esprimere un concetto «pesante» con una musica fortemente pop, definita come «positiva, senza lagne», e con un'interpretazione meno gridata.

## Tracce
Download digitale Singolo
1. Il sole di domenica – 3:40 (Dolcenera, Alessandro Finazzo)

### Ep
Download digitale - Il sole di domenica (Dolcenera vs. Restylers) – EP digitale
1. Il sole di domenica – 3:03 – The Coolbrezers Radio Remix
2. Il sole di domenica – 4:52 – The Coolbrezers Remix
3. Il sole di domenica – 3:18 – Dave Elle & Kris Reen Radio Remix
4. Il sole di domenica – 5:07 – Dave Elle & Kris Reen Remix
5. Il sole di domenica – 3:21 – Angelo Cusano & J-Libe Radio Remix
6. Il sole di domenica – 5:10 – Angelo Cusano & J-Libe Remix
7. Il sole di domenica – 3:11 – Tony H & ILR Radio Remix
8. Il sole di domenica – 4:33 – Tony H & ILR Remix
9. Il sole di domenica – 3:10 – Lake Koast Radio Remix
10. Il sole di domenica – 5:44 – Lake Koast Remix
11. Il sole di domenica – 3:27 – Gabry Sangineto Radio Remix
12. Il sole di domenica – 7:05 – Gabry Sangineto Vocal Remix
13. Il sole di domenica – 6:20 – Gabry Sangineto Dub Remix

## Videoclip
Il videoclip della canzone, diretto da Alex Orlowski e girato a Barcellona è stato pubblicato in anteprima il 22 aprile 2011 sul sito del quotidiano Corriere della Sera. A partire dal 25 aprile 2011 il video è stato pubblicato anche sul canale YouTube della cantante ed è entrato in rotazione sui vari canali TV musicali in Italia.
Realizzato mediante una sequenza di immagini contrastanti che mirano ad evidenziare le contraddizioni della società consumistica contemporanea, il video è stato pensato come un vero e proprio invito alla consapevolezza di sé stessi, affinché ci si esprima pienamente e ci si possa sentire vicini fino in fondo alle persone che si amano.

## Classifiche
| Classifica (2011) | Posizione massima |
| ----------------- | ----------------- |
| EuroHits200       | 97                |
| Italia            | 36                |
| Italia (airplay)  | 1                 |

## Cronologia delle pubblicazioni
| Paese  | Data di pubblicazione | Formato             | Etichetta                     |
| ------ | --------------------- | ------------------- | ----------------------------- |
| Italia | 8 aprile 2011         | Airplay radiofonico | K6DN Records, Emi Music Italy |
| Italia | 8 aprile 2011         | Download digitale   | K6DN Records, Emi Music Italy |
| Italia | 5 luglio 2011         | EP digitale         | K6DN Records, Emi Music Italy |